# Bitka pri Ridgefieldu
Bitka pri Ridgefieldu je bila vrsta spopadov med ameriško revolucijo v Danburyju, Connecticut in Ridgefieldu, Connecticut.
25. aprila se je britanska sila pod poveljstvom kraljevega guvernerja province New York, generalmajorja Williama Tryona, izkrcala v Composu, Connecticut, med Fairfieldom in Norwalkom, v današnjem Westportu in od tam odkorakala v Danbury. Tam so uničili zaloge ontinentalne vojske, potem ko so pregnali majhno garnizijo vojakov. Vodje milice Connecticuta, generalmajor David Wooster, brigadni general Gold S. Silliman in brigadni general Benedict Arnold, so zbrali skupno silo približno 700 rednih in nerednih lokalnih milic kontinentalne vojske, da bi se uprli Britancem, vendar niso mogli pravočasno priti v Danbury, da bi preprečili uničenje zalog. Namesto tega so se odpravili nadlegovati Britance ob njihovem povratku na obalo.
27. aprila je četa pod vodstvom Woosterja dvakrat napadla Tryonovo zadnjo stražo med njihovim pohodom proti jugu. V drugem spopadu je bil Wooster smrtno ranjen in je umrl pet dni kasneje. Glavni spopad se je nato zgodil v Ridgefieldu, kjer se je več sto milic pod Arnoldovim poveljstvom soočilo z Britanci in so bili pregnani v tekočem boju po glavni ulici mesta, vendar ne preden so Britancem povzročili žrtve.
Ekspedicija je bila taktični uspeh za britanske sile, vendar so njihova dejanja pri izvajanju napada spodbudila podporo patriotov v Connecticutu. Medtem, ko so Britanci ponovno izvajali napade na obalne skupnosti Connecticuta, niso več izvajali napadov, ki bi prodrli daleč v notranjost.